# St. Gallus (Rheinfelden-Eichsel)

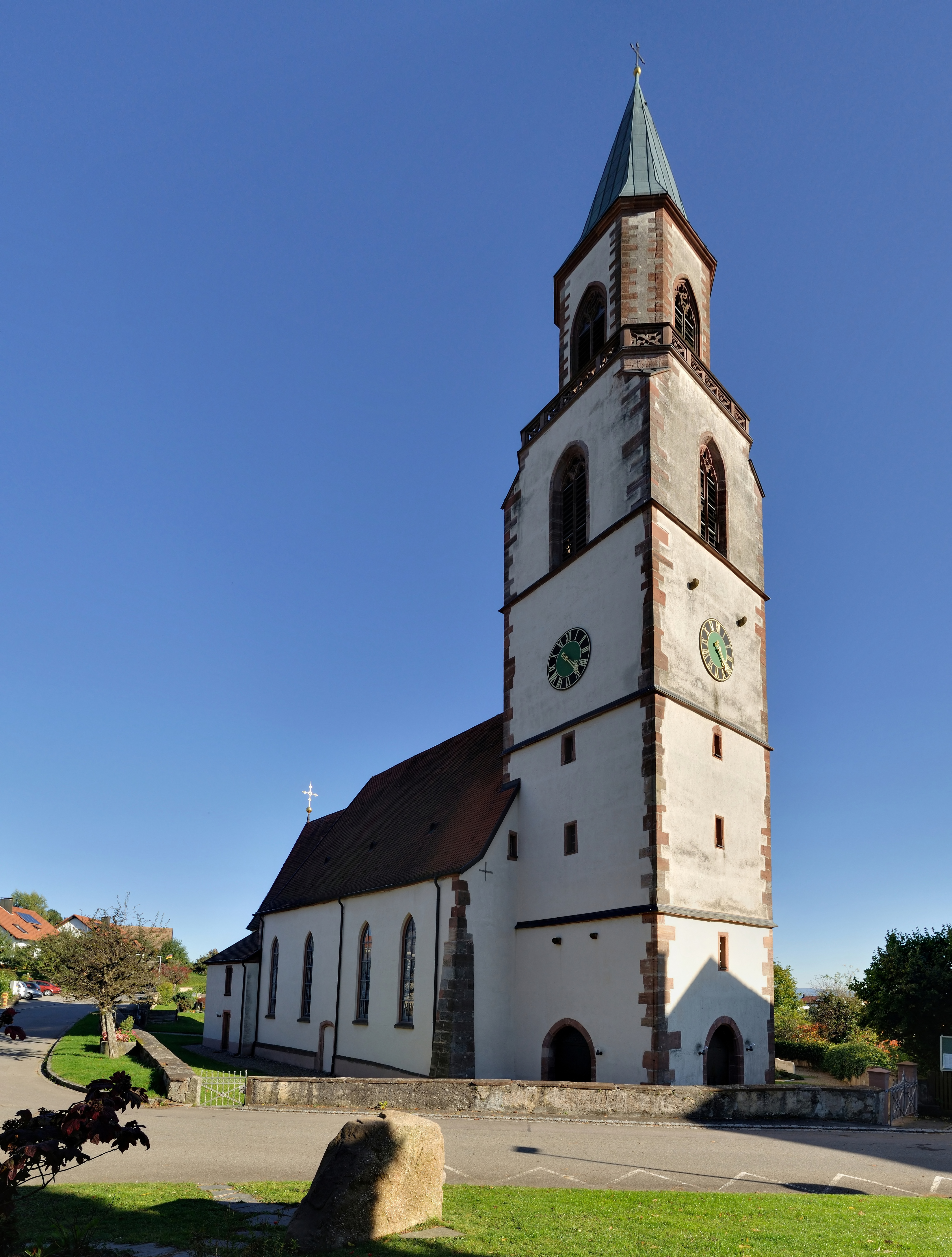
St. Gallus von Westen

Die Pfarrkirche St. Gallus im Rheinfelder Stadtteil Eichsel gehört der zum 1. Januar 2015 begründeten römisch-katholischen Kirchengemeinde Rheinfelden an, einer Seelsorgeeinheit mit den weiteren sechs Kirchen St. Josef, St. Urban, St. Michael, St. Peter & Paul, St. Felix & Regula, St. Gallus (Warmbach) und den drei Kapellen Maria Schnee, St. Mauritius und St. Ubald. Sie steht unter dem Hauptpatrozinium des heiligen Gallus und dem Nebenpatrozinium der Drei Heiligen Jungfrauen. Die Kirche ist aufgrund ihrer Sagengeschichte Teil der „Mythischen Orte am Oberrhein“.

## Geschichte
Die Schenkung eines Landbesitzes durch vier Brüder zu Ehren des heiligen Gallus und der drei Jungfrauen im Jahr 1192 lässt den Schluss zu, dass die Kirche in Eichsel bereits davor bestanden hat. Der Kult der drei Eichseler Jungfrauen Kunigundis, Mechtundis (oder Munegundis) und Wibranda hat offenbar frühmittelalterlichen Ursprung. Da über ihre Herkunft, ihr Leben und ihre Wirkung nichts bekannt ist, werden sie häufig fälschlicherweise mit der Legende der 11000 ursulanischen Jungfrauen in Verbindung gebracht.
1286 wurde die damals noch kleine Kirche erweitert und im Oktober 1288 geweiht. In der Kirche befanden sich die Gräber der drei Jungfrauen, über denen Postamente und Bildnisse angebracht waren. Am 16. Juni 1504 wurden die Gebeine im Beisein von Kardinal Raimund Peraudi aus den Gräbern erhoben und die Verehrung der drei Jungfrauen von Eichsel als Heilige der Kirche bestätigt. Als päpstlicher Legat hatte Peraudi die Untersuchungskommission persönlich geleitet. An der feierlichen Zeremonie nahmen über 5000 Menschen teil.
Die Einführung der Reformation im Markgräflerland setzte der Heiligenverehrung ein Ende, so dass auch die Wallfahrten nach Eichsel nachließen. Trotzdem wurden sie bis 1783 durchgeführt, bis Kaiser Joseph II. jegliche Wallfahrtstätigkeiten verbot. Erst 1862 erfolgte eine Wiederaufnahme in Form des Eichsler Umgangs.
Wegen des schlechten baulichen Zustands der Kirche Anfang des 19. Jahrhunderts musste die Kirche ab 1810 langwierig renoviert werden. Im Zuge dieser Arbeiten lieferte Jodok Friedrich Wilhelm 1827 zwei Seitenaltäre. Ebenfalls erneuert wurden die Kanzel und der Taufstein. 1852 wurde der Glockenturm um ein Geschoss erhöht und erhielt seinen charakteristisch abgesetzten quadratischen Aufbau. Eine Umgestaltung des Kirchenschiffs folgte 1876 und der 1899/1900 erbaute Chor bildet den Schlusspunkt der umfangreichen Umgestaltung und Erneuerung.
Eine umfassende Renovierung erfolgte in den Jahren 1978 bis 1981, bei der man den ursprünglichen gotischen Zustand wieder herstellte. Dazu legte man die alten Fenster frei und restaurierte die sie umrahmenden Ornamentmalereien.

## Beschreibung

### Lage und Bauwerk

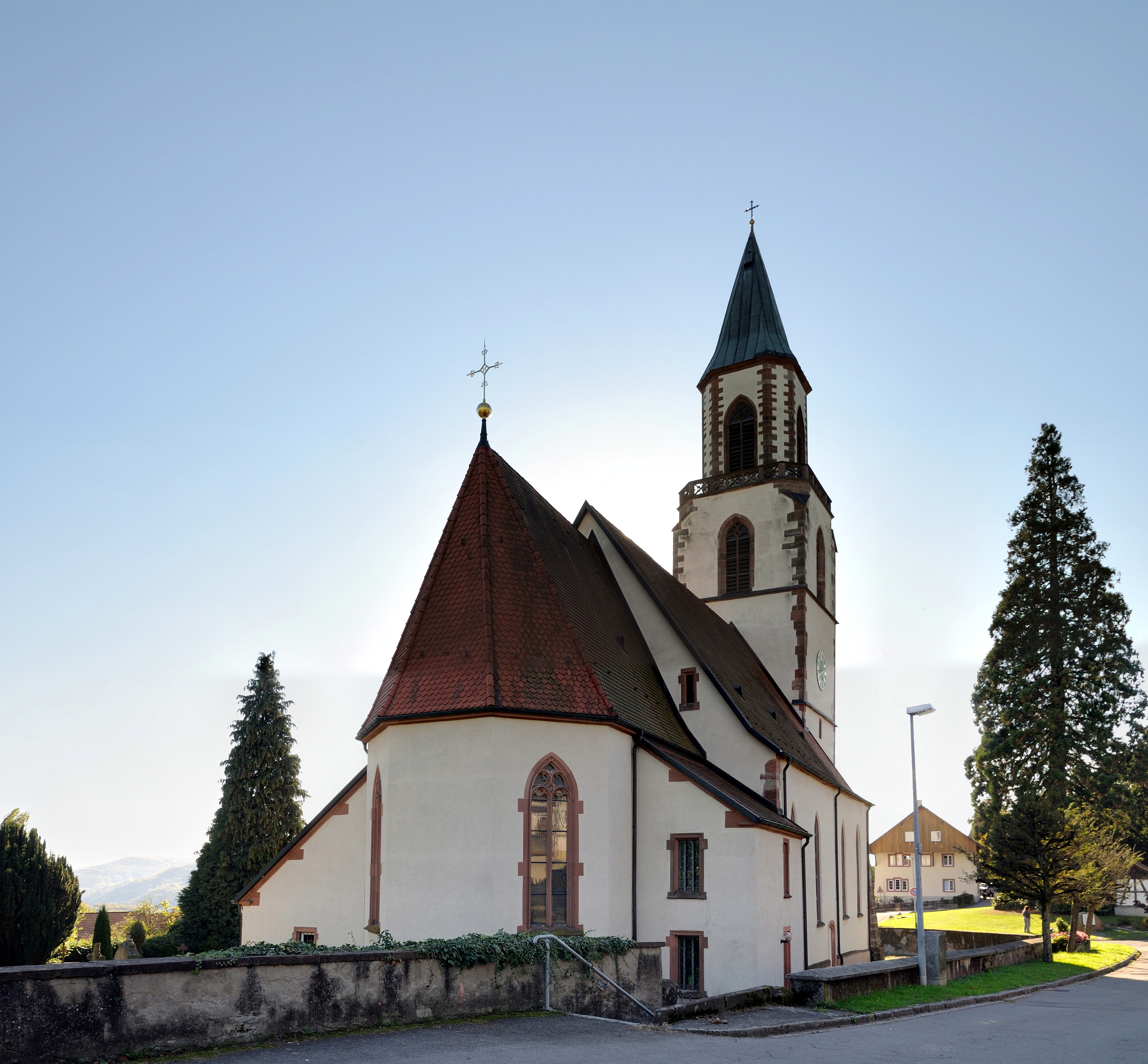
Blick von Nordosten

Die Galluskirche befindet sich in Ober-Eichsel auf 440 Meter über NN und ist von einem Friedhof umgeben. Von dem kleinen Plateau aus hat man einen Blick in Richtung des Rheintals und der Schweiz.
Der Haupteingang des Gotteshauses befindet sich an der Turmseite. Dieser fünfgeschossige Turm quadratischen Grundrisses besitzt im vierten Geschoss spitzbogig zulaufende Klangarkaden. Das fünfte, 1852 ergänzte Geschoss des Glockenturms springt etwa zu einem Drittel zurück und wird von einer niedrigen Brüstung entlang der Oberkante des darunter liegenden Stockwerks gesäumt. Dieses quadratische Geschoss mit abgeschrägten Ecken trägt ein im unteren Drittel eingeknicktes Pyramidendach mit Turmkugel und Kreuz an seiner Spitze. Auch der obere Stock trägt zu allen Seiten spitzbogige Klangarkaden. Im dritten Geschoss befinden sich nach drei Seiten je ein Zifferblatt der Turmuhr. Den Turm durchzieht über die gesamte Höhe eine Eckquaderung.
Ostwärts an den Turm schließt sich das Langhaus mit je vier an den Längsseiten befindlichen hohen Bogenfenstern an, das mit einem spitzwinkligen Satteldach gedeckt ist. Das Langhaus verfügt an seiner Nordseite über einen Nebeneingang. Der niedrigere und schmalere Chor trägt ebenfalls ein Satteldach, das an seinem polygonalen Abschluss abgewalmt ist. An der Südseite des Chors befindet sich ein Anbau mit Pultdach.

### Innenraum und Ausstattung

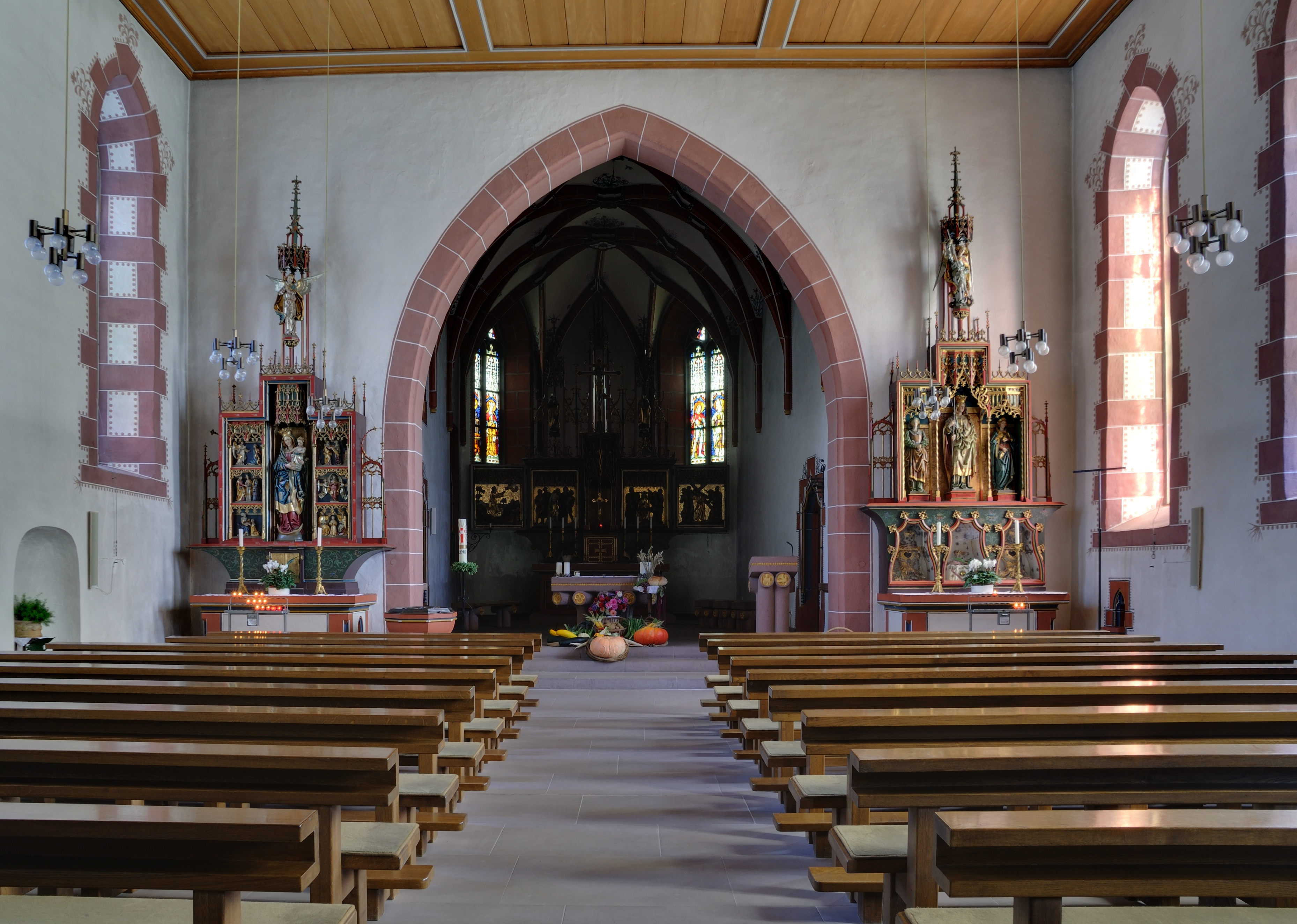
Blick ins Langhaus in Richtung des Chors

Durch den Haupteingang betritt man eine Vorhalle im Glockenturm. In das daran anschließende Langhaus ist eine flache Holzdecke eingezogen. Über dem Eingang aus der Turmhalle befindet sich eine über eine Wendeltreppe erreichbare Empore, auf der die Orgel aufgestellt wurde. Chor und Langhaus sind über einen spitzbogigen Triumphbogen miteinander verbunden.

Die Chordecke besteht aus einem gotischen Sterngewölbe mit einem aus drei Wappen bestehenden Schlussstein. Der im Chor befindliche Hochaltar mit Flügelbildern stammt von der Kunstwerkstätte Marmon in Sigmaringen. Er stellt ausgewählte Szenen vom Leidensweg Jesu Christi dar. Die bunten Glasfenster im Chor zeigen links den heiligen Gallus, rechts die heilige Ursula. Der Zelebrationsaltar, die Sedilien und der Ambo vor dem Hochaltar stammen vom Rheinfelder Künstler Leonhard Eder. 

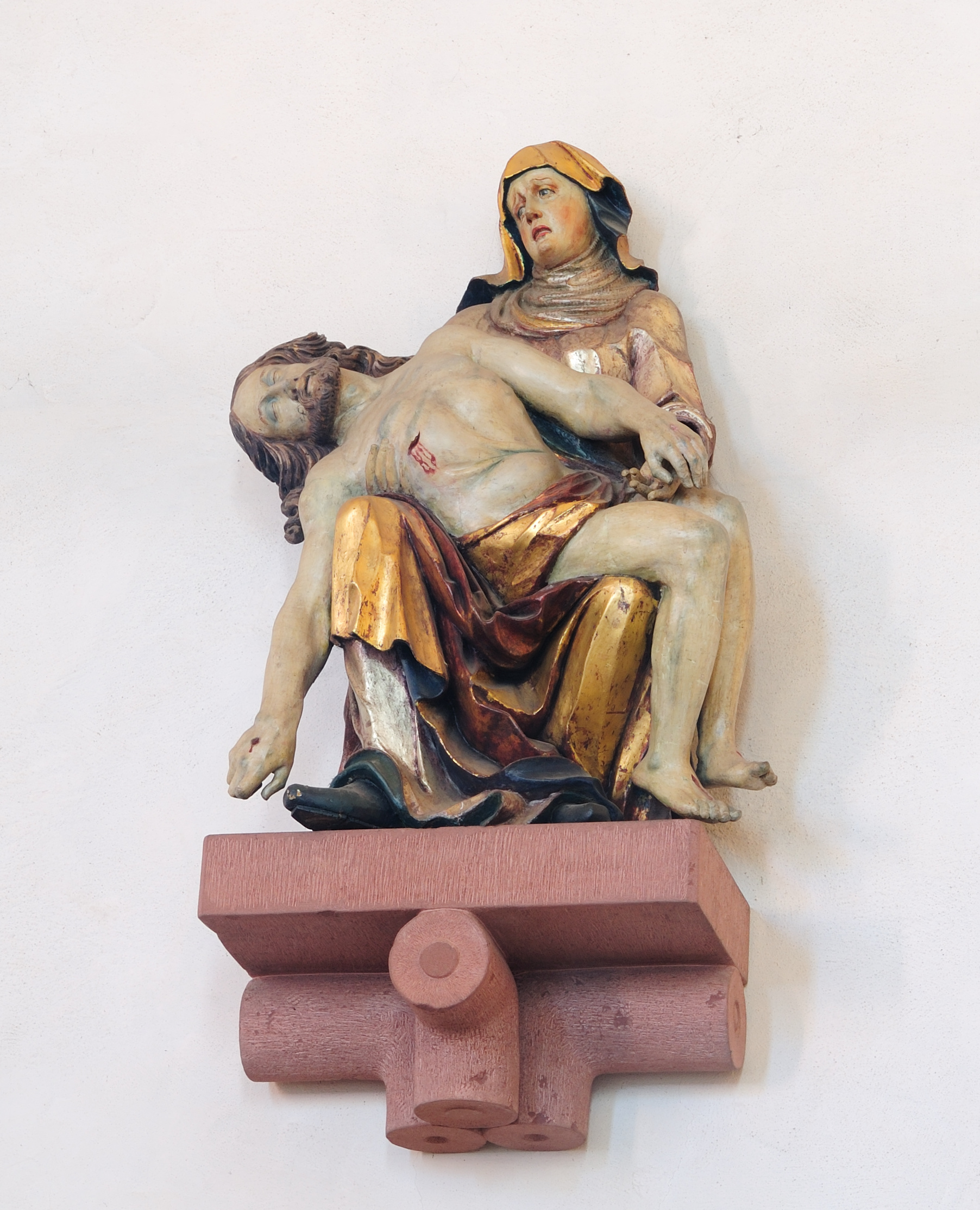
Pietà

 Alle drei Ausstattungsgegenstände werden von gebogenen Säulen getragen und bestehen aus rötlichem Sandstein. Die Abschnitte sind mit aus der Gotik abgeleiteten Ornamenten geschmückt. Der Ambo trägt Symbole der vier Evangelisten. Osterleuchter, Kreuz und Kerzenhalter stammen ebenfalls von Eder und wurden in Bronze gefertigt.
Beidseitig des Triumphbogens befindet sich je ein Seitenaltar. Der linke stellt Maria als Königin dar, die von sechs Reliefs aus ihrer Lebensgeschichte umgeben wird. Der rechte ist der Jungfrauenaltar, in dem sich die Reliquien der drei heiligen Jungfrauen befinden. Die Engelsfiguren im Gesprenge stammen aus dem 18. Jahrhundert.
An der Nordwand des Langhauses hängt eine Figurengruppe aus Lindenholz, die die Madonna mit Jesuskind und Zepter zeigt. Das Faltenspiel ihrer Kleidung deutet auf oberrheinische Herkunft aus den Jahren nach 1500 hin. Die sehr plastisch dargestellte Pietà an der Südwand ruht auf einem kleinen Vorsprung aus rotem Sandstein, den Eder im Stil des Zelebrationsaltars erstellte. Die Figur stammt aus der Zeit um 1650.
Die Fensterverglasung stammt vom Künstler Hans-Günther van Look; sie wurde 1987 von ihm gestaltet und zeigt unter anderem die Szenen „Mariä Verkündigung“, „Taufe Jesu“, „Abendmahl“ und „Auferstehung“.

### Glocken
Die älteste Glocke von 1687 ist der heiligen Kunigunde gewidmet. Bei einem Durchmesser von 955 mm wiegt sie 516 kg. Nachdem während des Zweiten Weltkriegs die anderen Glocken abgegeben werden mussten, wurden sie 1950 durch drei aus Sonderbronze hergestellte ersetzt.

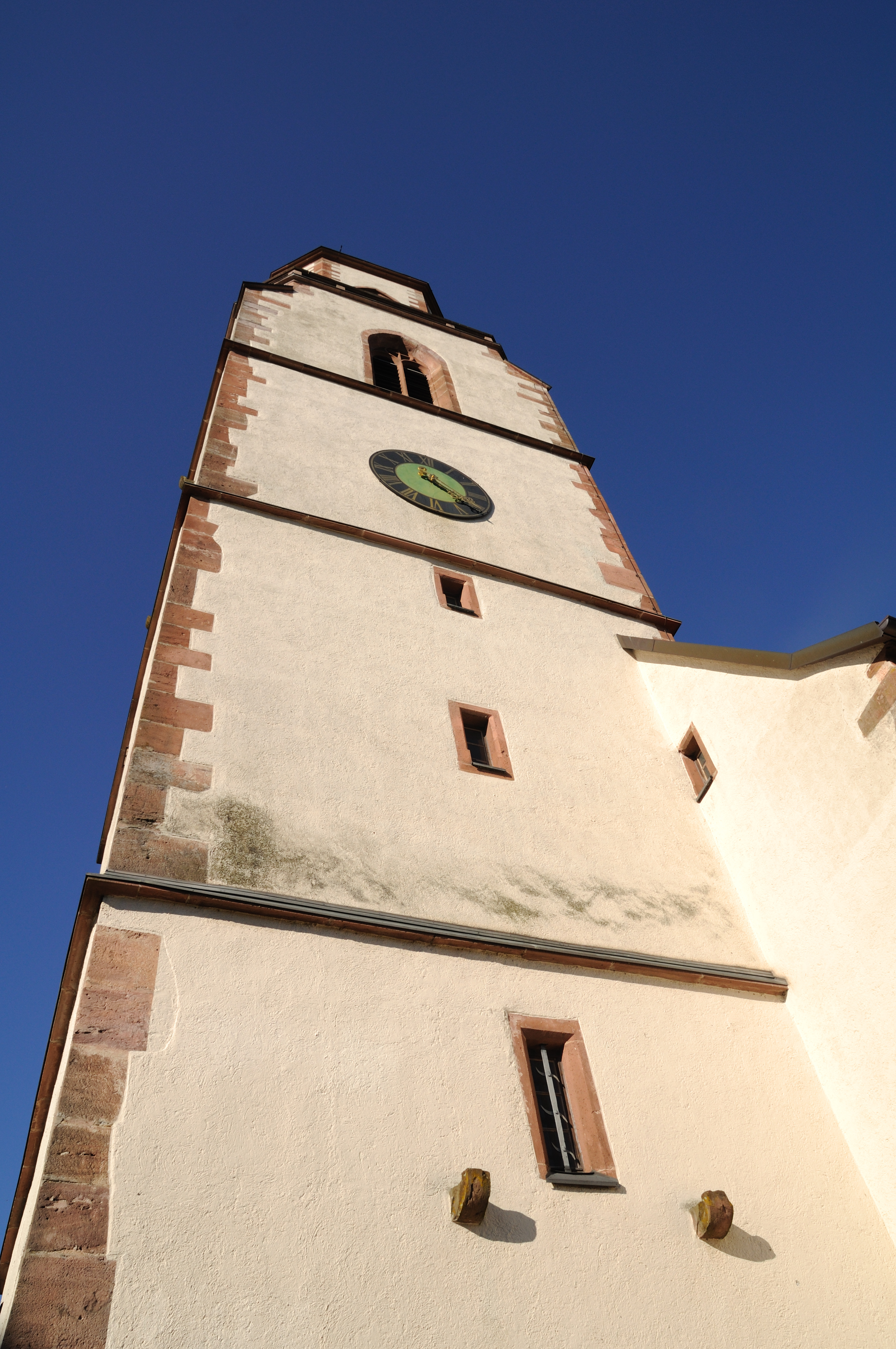
Glockenturm

Das vierstimmige Geläut setzt sich wie folgt zusammen:

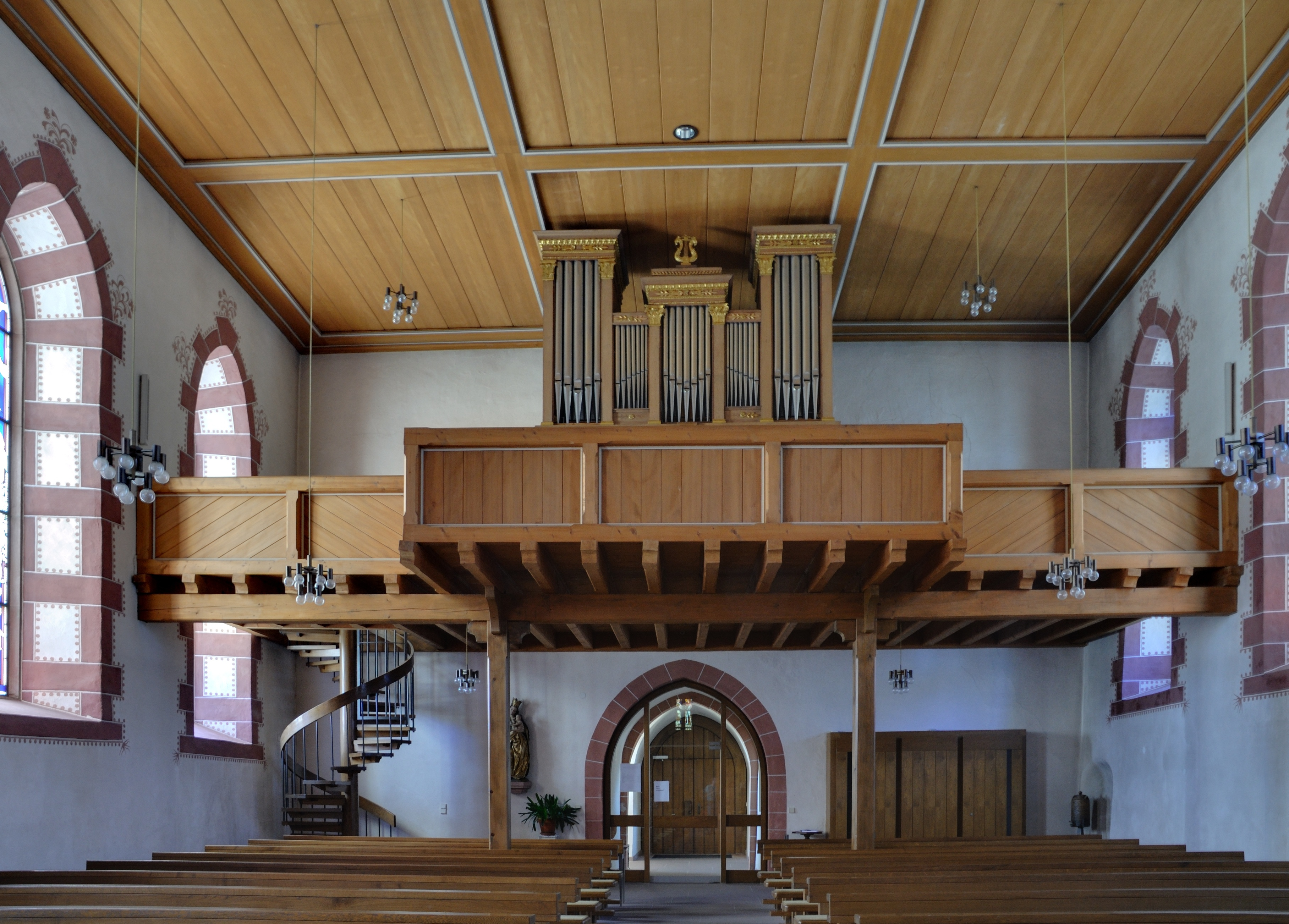
Orgelempore

| Glocke | Schlagton | Gussjahr | Gießer                |
| ------ | --------- | -------- | --------------------- |
| 1      | ges′+8    | 1950     | Albert Junker, Brilon |
| 2      | as′+12    | 1687     | Jakob Roth, Basel     |
| 3      | b′+6      | 1950     | Albert Junker, Brilon |
| 4      | des″+8    | 1950     | Albert Junker, Brilon |

### Orgel
Die Orgel wurde in den Jahren 1829 bis 1830 durch Franz Joseph Merklin erbaut. Eine Revision erfuhr sie 1876 durch Fridolin Merklin und eine Überholung 1889 durch August Merklin. Das im Ersten Weltkrieg konfiszierte Zinnprospekt ersetzte man 1922 durch eines aus Bronze. 1981 führte Fischer und Krämer aus Endingen eine umfangreiche Restaurierung und Wiederherstellung der alten Konzeption aus, so dass die Orgel heute unter Denkmalschutz steht. Das Instrument arbeitet mit Schleifladen, mechanischer Spiel- und Registertraktur und besitzt ein Manual, Pedal und 14  Register.